# هرزآگهی
هرزآگهی یا پیام بازرگانی هرز (به انگلیسی: Spamdexing) همچنین به عنوان هرزنامه موتور جستجو، مسمومیت موتور جستجو، بهینه سازی موتور جستجوی کلاه سیاه، هرزنامه جستجو یا هرزنامه وب نیز شناخته می شود)، دستکاری عمدی فهرست های موتورهای جستجو است. در حقیقت هرزآگاهی گونهٔ جدیدی از تبلیغات اینترنتی است؛ که بر اساس فناوری‌های موتورهای جستجو، به نمایش آگهی‌های نادرست و ناهماهنگ با واژه‌های جستجو شده می‌پردازد. در این روش، کاربری که در یک موتور جستجو به دنبال کلمه‌ای می‌گردد؛ به اشتباه، به سایت‌هایی دروغین وارد می‌شود و آگهی‌هایی را مشاهده می‌کند که هیچ ربطی به واژه مورد جستجوی او ندارند.
هدف از ایجاد هرزآگهی، جذب بازدیدکنندگان هرچه بیشتر، از موتورهای جستجو می‌باشد. مدیران وب (وب‌مسترها)، از این افزایش بازدید، جهت جذب آگهی و درآمد بیشتر استفاده می‌کنند.

## نمای کلی
موتورهای جست‌وجو از الگوریتم‌های مختلفی برای تعیین میزان مرتبط بودن نتایج استفاده می‌کنند. برخی از این الگوریتم‌ها بررسی می‌کنند که آیا عبارت جست‌وجو شده در متن اصلی یا آدرس اینترنتی یک صفحه وب وجود دارد یا خیر. بسیاری از موتورهای جست‌وجو همچنین به دنبال نشانه‌هایی از "هرزآگهی‌ها" هستند و صفحاتی را که مشکوک به این کار باشند، از فهرست نتایج خود حذف می‌کنند. علاوه بر این، اگر کاربران از نتایج گمراه‌کننده شکایت کنند، گردانندگان موتورهای جست‌وجو می‌توانند نمایش نتایج مربوط به کل یک وب‌سایت را که از این روش‌ها استفاده می‌کند، مسدود کنند.
ظهور هرزآگهی‌ها در اواسط دهه ۱۹۹۰ باعث شد که موتورهای جست‌وجوی پیشرو در آن زمان، کارایی کمتری داشته باشند. استفاده از روش‌های غیراخلاقی برای بالا بردن رتبه وب‌سایت‌ها در نتایج جست‌وجو، در صنعت سئو (بهینه‌سازی برای موتورهای جست‌وجو) با عنوان «سئو کلاه سیاه» شناخته می‌شود. این روش‌ها بیشتر بر پایه نقض قوانین و دستورالعمل‌های موتورهای جست‌وجو هستند. همچنین کسانی که از این روش‌ها استفاده می‌کنند، در معرض خطر جریمه شدید توسط الگوریتم‌های رتبه‌بندی نتایج گوگل مانند «گوگل پاندا» و «گوگل پنگوئن» قرار دارند.

## اشکالات
1. بسیاری از کاربرانی که به دنبال نتایج ویژه‌ای در موتورهای جستجو می‌گردند، با ورود به وب‌سایت‌های هرزآگهی، نتایج مورد نیاز خود را نمی‌یابند.
2. وب‌سایت‌های هرزآگهی، مقدار زیادی از وقت کاربران را بیهوده از بین می‌برد.
3. کاربران در یافتن نتایج دچار سردرگمی و گمراهی می‌شوند و برای یافتن نتایج خود باید وقت و انرژی بیشتری صرف کنند.
4. کاربر با ورود به وب‌سایت هرزآگهی، دچار رنجش و دلخوری می‌شود و در دراز مدت از آگهی‌ها مشاهده‌شده، متنفر می‌شود.
5. معمولاً آگهی‌دهندگان (مشتریان) در این‌گونه سایت‌ها، اطلاع درستی از نحوه کارکرد هرزآگهی‌ها ندارند و بازدیدکنندگان کاذب را به اشتباه، به عنوان مشتریان بالقوه می‌شناسند.
6. بسیاری از افراد، هرزآگهی‌ها را نوعی کلاهبرداری اینترنتی می‌دانند. همچنین موتورهای جستجویی همچون گوگل در صورت مشاهده چنین مواردی با آن‌ها برخورد جدی می‌کنند و این سایت‌ها را در فهرست سیاه خود قرار می‌دهند.

## مزایا
استفاده درست و بجا از دانش موتورهای جستجو و نمایش آگهی و ارئه مناسب‌ترین نوشتار یا کالا به کاربر، به گونه‌ای که سبب رضایت کاربر گردد، اقدامی مناسب محسوب می‌شود. البته در چنین مواردی، دیگر وب‌سایت به عنوان یک سایت هرزآگهی شناخته نمی‌شود.
وب‌سایت‌های هرزآگهی در برخی موارد مطالب و محتوای سایت‌های دیگر را جستجو، طبقه‌بندی و آرشیو می‌کنند و گاهی با ارائه مجدد، سبب نمایش بهتر یک کالا یا نوشتار به کاربر می‌گردند.

## روش‌های شناسایی هرزآگهی

### افزودن کلی کلمات کلیدی جستجو شده در پایان نام سایت
روش‌های تشخیص وب‌سایت‌های هرزآگهی کلی است. این وب‌سایت‌ها برای پنهان‌سازی و مشابه‌سازی خود در بین سایت‌های مشابه و واقعی دیگر، از روش‌های مختلفی سود می‌برند. این روش‌ها همراه با پیشرفت فناوری و افزایش تجربه مدیران سایت، پیشرفته‌تر می‌شوند و پس از یک دوره زمانی تغییر چهره می‌دهند. در ادامه به برخی از این روش‌ها می‌پردازیم. به یاد داشته باشید که این روش‌ها کلی بوده و گاهی به صورت ترکیبی از چند روش نیز به کار می‌رود.
پس از جستجو و نمایش نتایج و با دقت در URL لینک مشکوک به هرزآگهی در موتور جستجو، به الگوهای مشابه زیر برمی‌خوریم:
```
http://www.example.com/?keyword=keyword(1)+keyword(2)+...+keyword(n)
http://www.example.com/?Result=keyword(1)_keyword(2)_..._keyword(n)
http://www.example.com/keyword(1)_keyword(2)_..._keyword(n).html
http://keyword(1)_keyword(2)_..._keyword(n).example.com

```

در تمام موارد، واژه‌های جستجوشده به عنوان بخشی از لینک سایت مشاهده می‌شود. این کلید واژه‌ها گاهی به صورت زیر دامنه و گاهی به صورت یک فایل html در پایان آدرس یا به صورت افزودن یک به یک آدرس‌ها در بخشی از سایت مشاهده می‌شود. در این لینک‌ها، کلید واژه‌ها، با کاراکترهایی همچون "+"(plus) یا "_" (underline) یا "-" (dash) یا "۲۰٪" (space) یا … در کنار هم قرار می‌گیرند و به آدرس کلی سایت اضافه می‌گردند.
1. روش کلی دیگر جهت شناسایی هرزآگهی، مشاهده یک وب‌سایت در نتایج جستجو می‌باشد؛ به گونه‌ای که بارها و بارها و با جستجوی کلمات کلیدی مختلف، شما همواره به یک وب‌سایت در نتایج جستجو برمی‌خورید. این وب‌سایت به روشی که در بالا گفته شد، کلید واژه‌ها رابه آدرس خود می‌افزاید.
2. مشاهده الگوها و عباراتی خاص در دامنه سایت، کلماتی همچون: تبلیغات هوشمند، ads, Advertise, payam, agahi, article و کلمات عمومی دیگری که بیانگر تبلیغاتی بودن وب‌سایت است، یا جنبه عمومی وب‌سایت را نشان می‌دهد. توجه داشته باشید که این الگوها جنبه کلی و احتمالی دارد و به معنای قانون کلی و بی‌نقص جهت شناسایی هرزآگهی نیست.

## تاریخچه
اولین اشاره شناخته‌شده به واژه «هرزآگهی» توسط «اریک کانوی» در مقاله‌ای با عنوان «بازگشت پنهانی سایت‌های پورن به وب» در روزنامه بوستون هرالد در تاریخ ۲۲ می ۱۹۹۶ صورت گرفت. او نوشت:
مشکل زمانی ایجاد می‌شود که مدیران سایت‌ها صفحات وب خود را با صدها واژه‌ی بی‌ربط پر می‌کنند تا موتورهای جست‌وجو، آن‌ها را در میان سایت‌های معتبر نمایش دهند. این فرآیند «هرزآگهی» نامیده می‌شود.
در گذشته از روش «پر کردن کلمات کلیدی» (انگلیسی: keyword stuffing) برای کسب رتبه‌های بالا و بیشتر دیده شدن در نتایج موتورهای جست‌وجو استفاده می‌شد. اما این روش امروزه منسوخ شده و دیگر تأثیری در بهبود رتبه ندارد. به‌ویژه گوگل دیگر به صفحاتی که از این تکنیک استفاده می‌کنند، رتبه خوبی نمی‌دهد.
پنهان‌سازی متن از دید کاربران روش‌های مختلفی دارد. برای مثال، متن را به رنگی مشابه پس‌زمینه می‌نویسند، یا آن را زیر یک تصویر قرار می‌دهند تا دیده نشود، یا آن را در جایی دور از مرکز صفحه می‌گذارند. تا سال ۲۰۰۵، بیشتر این روش‌های پنهان‌سازی متن به راحتی توسط موتورهای جست‌وجو شناسایی می‌شدند.
گاهی متونی که به صفحات اضافه می‌شوند شامل کلماتی هستند که زیاد جست‌وجو می‌شوند؛ حتی اگر هیچ ارتباطی با محتوای واقعی صفحه نداشته باشند، تا کاربران را به صفحاتی که هدفشان فقط نمایش تبلیغات است جذب کنند.
در گذشته، پر کردن کلمات کلیدی گاهی به عنوان یک روش «کلاه سفید» یا «کلاه سیاه» تلقی می‌شد؛ بسته به نحوه استفاده و نظر کسی که آن را ارزیابی می‌کرد. اگرچه بسیاری از این موارد برای اسپم‌دکسینگ و با نفع کم برای کاربران انجام می‌شد، اما در برخی شرایط هدف از آن گمراه کردن نبود، بلکه تلاش برای دیده شدن محتوای مرتبط بود که ممکن بود به خاطر ناتوانی موتور جست‌وجو در درک مفاهیم مرتبط، نادیده گرفته شود. اما امروزه این شرایط دیگر وجود ندارد؛ موتورهای جست‌وجو از روش‌هایی استفاده می‌کنند که با بررسی کلمات کلیدی مرتبط و مفهومی، هدف محتوای صفحه را بهتر تشخیص می‌دهند.